# پرکونئوس
پیش‌گُوِه یا پرکونئوس (Precuneus) بخشی از لبول آهیانه‌ای بالایی در مغز است. پیش‌گوه در درز طولی میانی بین دو نیم‌کره مغزی پنهان شده است. پیش‌گوه را گاه به عنوان ناحیه داخلی قشر آهیانه‌ای بالایی توصیف می‌کنند.
پیش‌گوه مسئول حافظه چندبخشی، پردازش دیداری-فضایی، و خودآگاهی است. پایین‌تر از پرکونئوس، کونئوس قرار گرفته است.